# Vägtåg
För växtarten, se Vägtåg (växt)

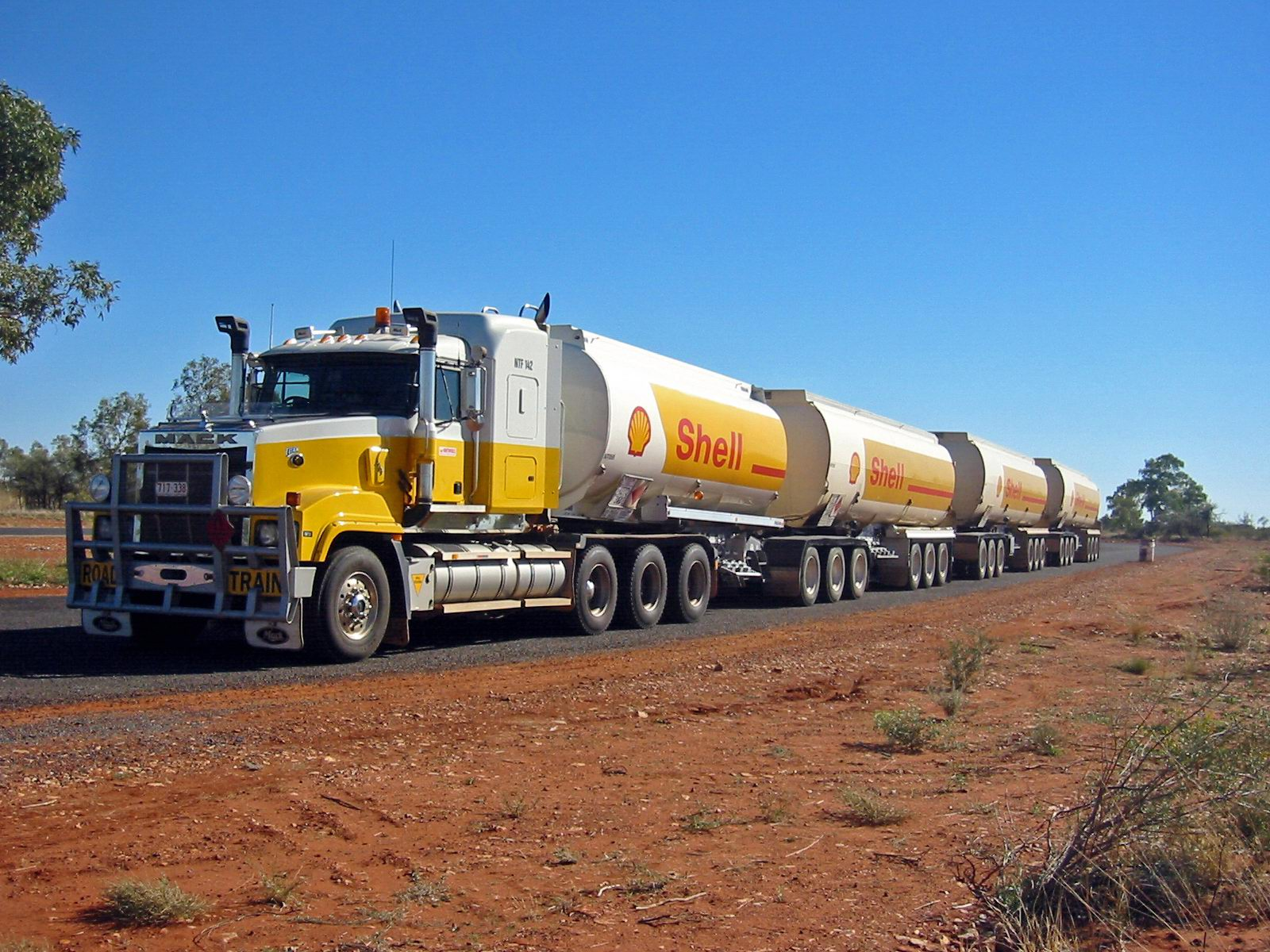
Vägtåg för Shell i Australien.

Vägtåg (engelska: road trains) är tunga lastbilar med flera släpvagnar. Vägtågen förekommer framförallt i Australien men finns även i mindre omfattning i Ryssland, Kanada och Argentina.

## Rekord
År 1999 kom staden Merredin i den australiska delstaten Western Australia med i Guinness rekordbok efter att ha lyckats slå rekordet för världens längsta vägtåg. Rekordet sattes då 45 släpvagnar, med en total vikt på 603 ton och en längd på 610 meter, drogs åtta kilometer av en lastbil av märket Kenworth.
Fyra år senare, år 2003, överträffades rekordet i närheten av Mungindi i New South Wales av ett 1235 meter långt vägtåg bestående av 87 släpvagnar.

## Bilder

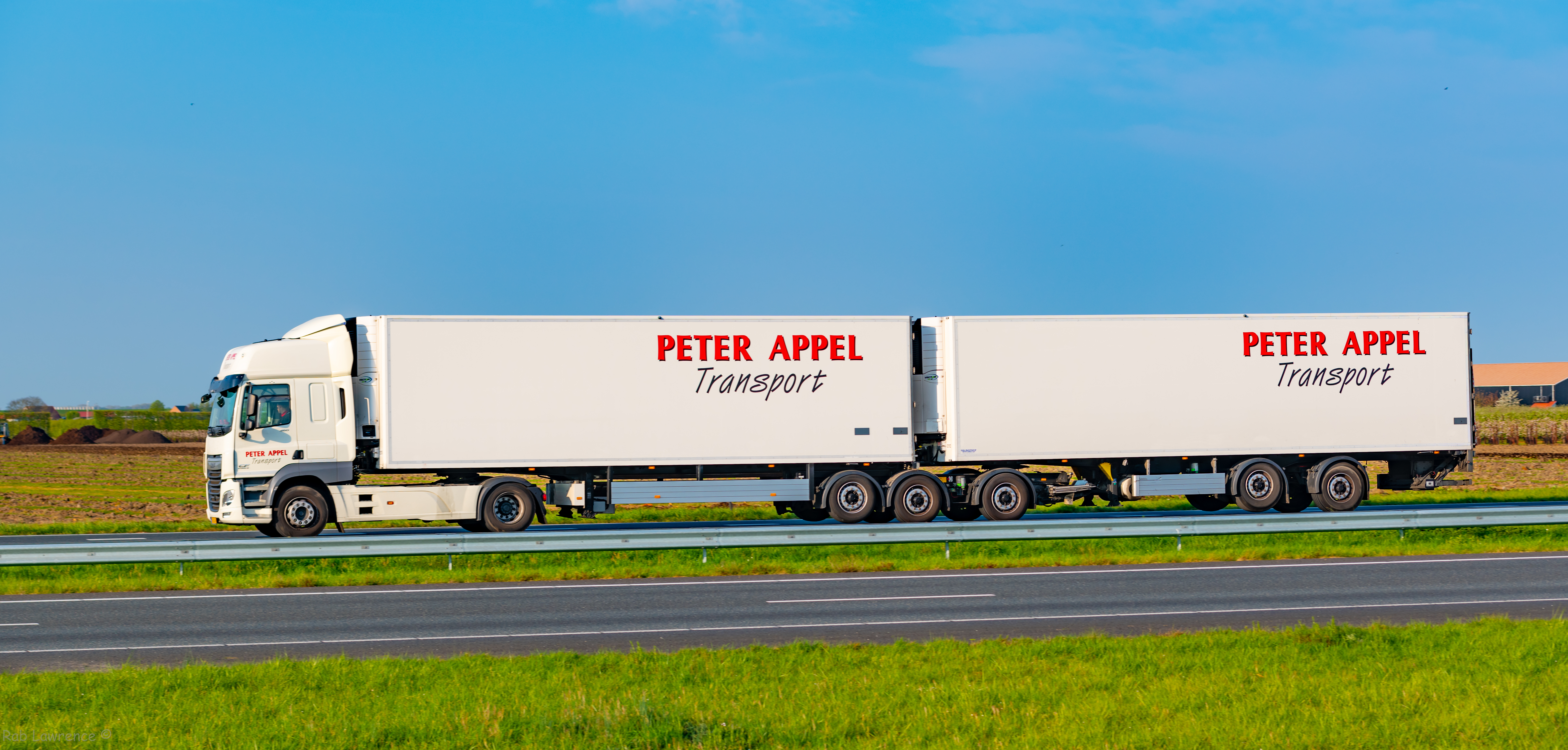
Vägtåg i Nederländerna.
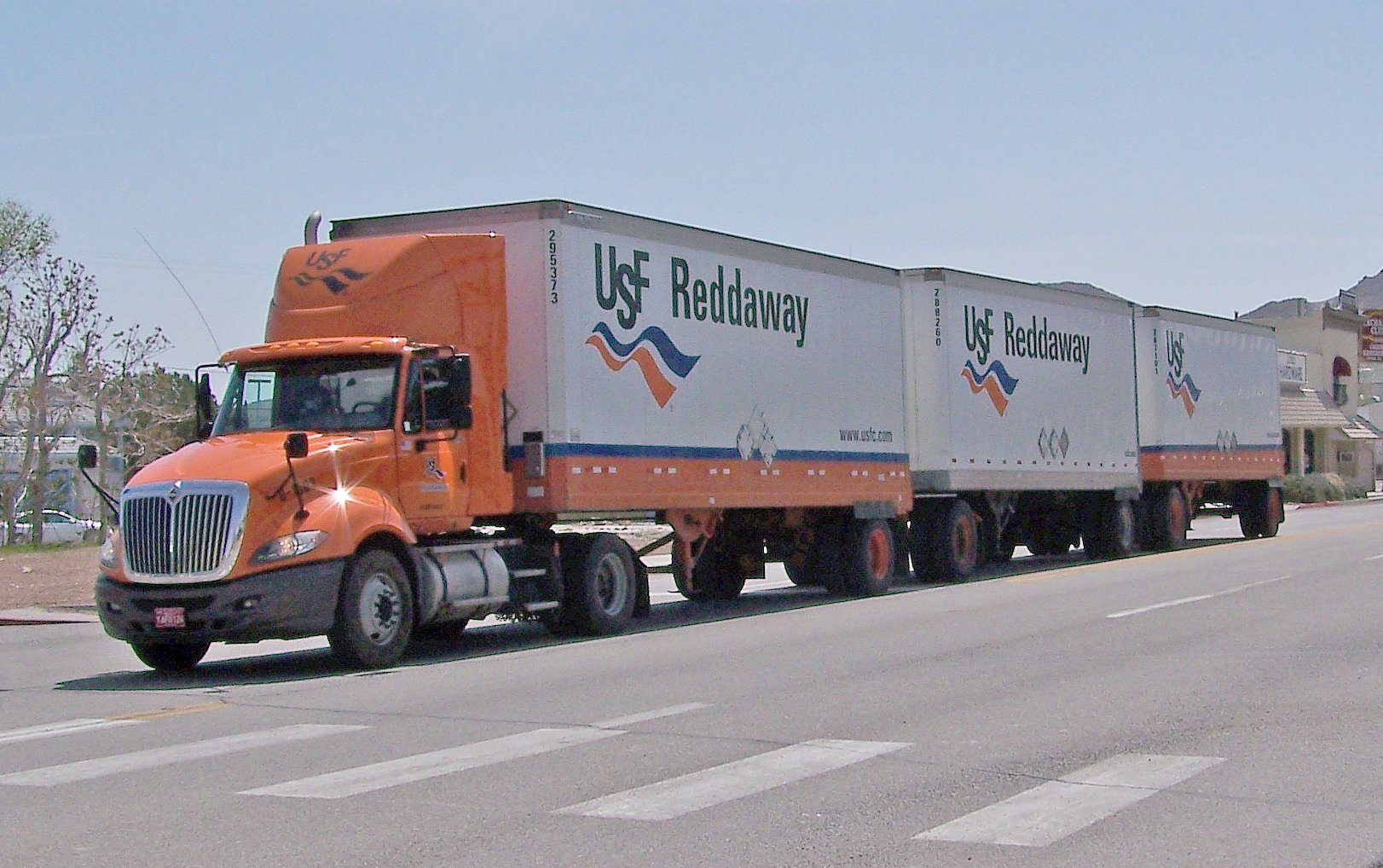
Vägtåg i Nevada i USA.
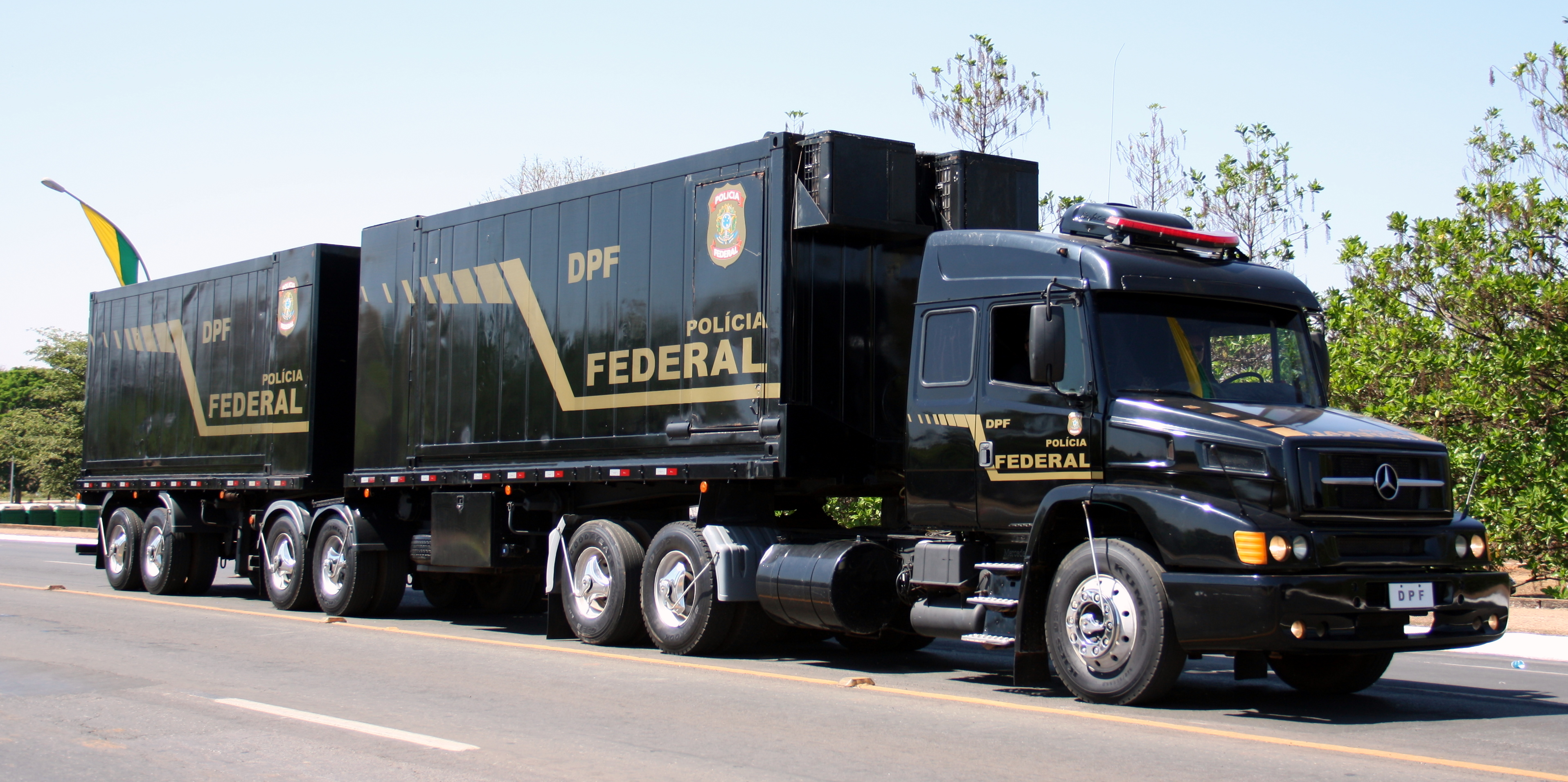
Vägtåg i Brasilien.
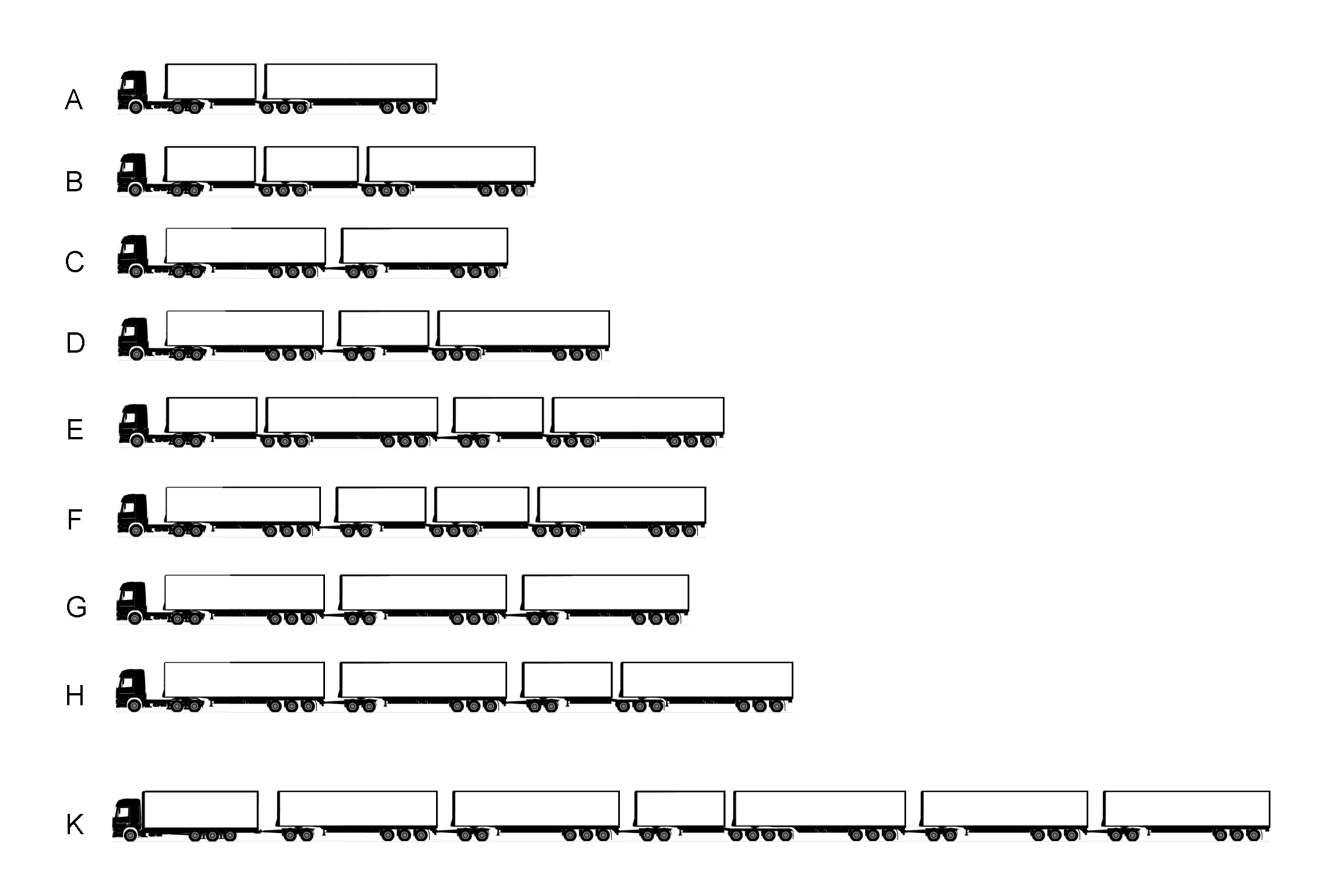
Vägtåg i Australien (K endast på enskild mark).